# 左行秀
左 行秀（さの ゆきひで、1813年12月17日(文化10年11月25日) - 1887年(明治20年)3月5日）は、日本の江戸時代末期の刀鍛冶。新々刀の名匠。土佐正宗の異名を持つ幕末の土佐藩を代表する名工。作刀期は1840年(天保11年)～1870年(明治3年)。士族。

## 来歴

### 生い立ち
文化10年11月25日(1813年12月17日)、伊藤五佐衛門の次男として、筑前国上座郡朝倉星丸村に生まれる。次男であったため、伊藤姓ではなく母方の伯父の姓である豊永氏を名乗った。諱は「信国」のち「行秀」、字は初め「久兵衛」と称し土佐藩召抱ののち「久左衛門」と改める。号は「東虎」。遠祖は南北朝時代の筑前左文字派の刀工で、自ら「左文字三十九代末孫」と称した。

### 清水久義に学ぶ
天保年間の初め江戸へ出て、細川正義の門人であった清水久義に弟子入りし鍛刀の技を学ぶ。行秀の初期の作刀では、天保11年(1840年)のものがある。この頃、伊予国今治出身の女性と婚姻。

### 関田勝廣に学ぶ
弘化3年(1846年)、妻を伴い土佐に下る。初め幡多郡西ケ方に住し、のち入野郷の本田種吾方へ寓居して作刀する事1年。翌4年(1847年)秋、土佐藩工・関田勝廣(真平, 1798年-1855年)の知遇を得て、高知城下水通町3丁目の関田方へ移り鍛刀。刀の銘は、初め「豊永行秀」と打ち、嘉永元年(1848年)頃より「左行秀」と刻す。安政2年8月(1855年)、師であった関田が逝去。

### 土佐藩召抱
翌3年5月12日(1856年6月14日)、関田の門人の中で技量卓越と評価の高かった行秀が師の役を嗣いで土佐藩召抱となり御鉄道具御用兼藩工の職に就き、職人支配役を命ぜらる。藩より支給された禄は三人扶持で、作刀および武器の製造に従事。この時、名を「久兵衛」から「久左衛門」へ改めた為、土佐藩の史料では専ら「豊永久左衛門」の名で知られる。のち大島山(五台山、高知県護国神社附近)に居を移し作刀。安政7年2月(1860年3月)、再び江戸に出て、深川砂村の土佐藩邸(下屋敷)に鞴を構へ作刀および武器製造に従事した。

### 土佐正宗の異名
行秀の作風は、備前伝から入ってのち相州伝を取り入れて大成したもので、長寸で豪壮な造込み、反りの浅い切先を特色とし、短刀の作は稀。刃文、匂口は柔らかく、地沸が付いて鉄味明るく、広直刃に金筋、砂流しを交えた独特の美しい仕上げである。新々刀期の刀工としては、井上真改、長曾禰乕徹、源清麿と肩を並べる優秀な技量と云われた。依頼主として判明している著名な人物は、山内容堂、吉田東洋、乾退助(のちの板垣退助)、坂本直方(坂本龍馬の兄)など。山内容堂は、行秀の刀を「今様正宗(いまようまさむね)」と高く評価し、世上に「土佐正宗」の異名を持つ。

### 乾退助の土佐藩邸水戸浪士隠匿事件
慶応2年12月(1867年1月)、水戸浪士の中村勇吉(天狗党残党)、相楽総三、里見某らが土佐藩士・乾退助を頼って江戸に潜伏。江戸築地土佐藩邸(中屋敷)の惣預役(総責任者)であった退助は、参勤交代で藩主が土佐へ帰ったばかりで藩邸に人が少ないのを好機として、独断で彼等を藩邸内に匿った。この隠匿を退助は、江戸在府の藩士で気心の知れた、山田喜久馬、真辺戒作、小笠原謙吉にのみ打ち明けその世話を一任した。その頃、土佐藩は輸入品の西洋銃を元に日本製の新式銃を造る計画を立て、その製造責任者に行秀を配し職人を集めて鉄砲を製造していた。行秀と退助は昵懇の仲となり、退助から義侠心がある男と見込まれて、中村ら水戸浪士の隠匿を打ち明けられる。

### 薩土討幕の密約
慶応3年5月21日(1867年6月23日)、中岡慎太郎の仲介によって、土佐藩・乾退助と薩摩藩・西郷隆盛の間で締結された薩土討幕の密約では、この浪士らの身柄を土佐藩邸から薩摩藩邸へ移管することも盛り込まれた。
そう退助が相談すると、西郷は「そうでごわすか。然らば拙者の処で面倒を見ましょう」と身柄の引き受けを承諾した。
翌5月22日(太陽暦6月24日)に、乾は薩摩藩と締結した密約を山内容堂に稟申し、同時に勤王派水戸浪士を江戸藩邸に隠匿している事を告白。土佐藩の起居を促すと、容堂はその勢いに圧される形でこの軍事密約を承認し、退助に軍制改革を命じた。土佐藩は乾を筆頭として軍制改革・近代式練兵を行うことを決定。
薩摩藩側も5月25日(太陽暦6月27日)、薩摩藩邸で重臣会議を開き、藩論を武力討幕に統一することが確認された。（薩土討幕の密約）

### 勤王派の討幕計画を密告
左行秀は武力討幕派の乾退助が水戸浪士を藩邸内に隠匿し、挙兵討幕の策を立てている事に驚愕。「このような稀有壮大な策が成功する訳がない」と腰を抜かして狼狽し自らに罪が及ぶのを恐れ、「乾退助が江戸築地の土佐藩邸(中屋敷)に天狗党残党(筑波浪士)中村勇吉、相楽総三、里見某らを隠匿し、薩摩藩が京都で挙兵した場合、退助らの一党が東国で挙兵する」との計画を立ている事を示す乾退助が中村勇吉に宛た書簡の写しを証拠として附し藩邸役人に密告した。（実際にこの浪士たちが、同年10月土佐藩から薩摩藩へ移管され庄内藩などを挑発し戊辰戦争の前哨戦・江戸薩摩藩邸の焼討事件を巻き起こす事になる）江戸藩邸の役人は、慶応3年9月9日(1867年10月6日)、在京の土佐藩重役・寺村左膳にこの事実を報告。左膳は山内容堂へ、乾退助が中村勇吉に宛た書簡の写しを添えて報告し、退助の失脚を狙った。「この事が容堂公の耳に入れば、退助の命はとても助からないであろう」と言う話を漏れ聞いた清岡公張(半四郎)は、土佐勤王党の一員であった島村寿太郎(武市瑞山の妻・富子の弟で、瑞山の義弟)に乾退助を脱藩させることを提案。島村が退助に面会して脱藩を勧めた。しかし、退助は容堂の御側御用役・西野友保(彦四郎)に対し、水戸浪士を藩邸に隠匿していることは、既に5月22日(薩土討幕の密約締結を報告の際)に自ら容堂公へ申し上げている事であるため、既に覚悟は出来ており御沙汰を俟つのみであると返答している。果たしてこれに対して容堂は「退助と云ふ男は粗暴であるが、為す事は一点も私利は無い。皆、天下を思ふ精神より出る。此度の事件も決して咎めるに及ばぬ」と答えたため不問に付される。

### 土佐へ帰国し東虎と改名
乾退助の水戸浪士隠匿事件に対して、「既に容堂公の承認があった」として不問に付された為、逆に立場が悪くなり、勤王派の藩士らからも信頼を失くした行秀は、慶応3年9月(1867年10月)、新留守居組20人扶持を給せられ、国詰を命ぜられ土佐へ帰国。北奉公人町の川崎邸内に寓居する。土佐に戻ってからの作刀には「東虎」と銘を打つ。密告が露顕して以降、中岡慎太郎ら土佐勤王党の一派は、特に行秀の行動を警戒し、さらに慎太郎と退助は相談し、慶応3年10月18日(太陽暦11月13日)、乾退助は谷干城に宛て、左行秀の不穏な行動に注意するよう書簡を送っている。

### 勤王派との不和と廃刀令
明治3年(1870年)、「庶民の帯刀を禁止令」、明治5年(1872年)、断髪と士族の脱刀を促す「散髪脱刀令」が公布され、明治9年(1876年)3月28日、太政官より「帯刀禁止令」が布告される。行秀は「明治3年8月日」の作刀を最後に刀鍛冶を引退し、以降は刀を造ることは無かった。
刀剣書籍などでは「廃刀令により廃業」と記されることが多いが、軍刀や銃器などの需要もある中で、彼ほどの名工が廃業した本当の理由は、かつて水戸浪士隠匿事件を密告した事から勤王志士らに「裏切り者の刀」として忌避されたことが挙げられる。戊辰戦争で板垣退助率いる迅衝隊士の中には、品質が良いため行秀作の刀を佩刀する者もいた一方で、実際多くの刀が所有者の手を離れて売りに出された。「刀は武士の魂である」と云われ「己の命を預ける刀」の作者が勤王に対する裏切り者では如何にも体裁が悪く、刀の本来の出来栄えにもかかわらず、一時は不遇の時代を過ごしたからである。

### 晩年
明治5年(1872年)、板垣退助の庇護を受けて高知市中島町へ移り、翌6年、高知市本町の福岡邸に寓居。のち本町16番地へ移り、明治8年(1875年)8月29日、大阪市中之島3丁目へ転居。その後、一時、嫡子・豊永幾馬と共に横浜に住むが又大阪へ戻り、明治20年(1887年)3月5日大阪で死去。享年75歳。墓は齢延寺(大阪府大阪市天王寺区生玉町13)にあり。

## 門流
- 水心子正秀 - 細川正義 - 清水久義 - 左行秀

## 門人
- 左秀高
- 左秀近
- 左秀治
- 左秀方
- 左俊秀
- 左秀弘
- 左氏連
- 左正宣

## 著名な佩刀者と逸話
- 山内容堂 -「土佐正宗」の名付け親。
- 乾退助 - 作刀と義侠心に惚れ込み水戸浪士隠匿を打ち明ける[13]。のちに退助を裏切り密告して彼を窮地に落とし入れるが、明治維新後、退助に会って謝罪した。退助は「君、嘗て予を裏切りて密告の事ありしも、それ皆、国の事を思ふて出でたる事なれば陳謝するに及ばず」と云ひ、更に「君の腕 一流なりし事、予 己(すで)に之を深く知る」とかつて退助が注文して誂えた左行秀の作刀の一口を本人に見せた。行秀は退助がとうの昔に自分の作刀など棄てゝしまつてゐると思ふて居た為、大事に保管されて居るのを知り、驚き滂沱した。其後、廃刀令による苦境の中で、暫時、退助の庇護を受けて高知市中島町の家に移つた。(中略)板垣は兵器製造の職を彼に斡旋したが、行秀は「最早その身に非ず」と辞退した[22]。
- 吉田東洋 -（二尺七寸）- 暗殺された時に佩刀していた刀[23]。
- 坂本直方 -（二尺七寸）- 銘は「於土佐本国筑前左行秀、嘉永元年申秋応阪本直方需造焉」で、勤王派と不和になる以前の作刀[24]。
- 樋口真吉
- 安岡正澄
- 小倉正治

## 文化財に指定された作品
- 1955年2月15日指定 - 刀銘 豊永東虎左行秀年五十八歳造之（高知県香南市香我美町）
- 1960年1月16日指定 - 刀銘 於大島山麓左行秀造之（高知県高知市）
- 1965年6月18日指定 - 刀銘 筑州住左行秀（高知県香南市香我美町）
- 1967年9月5日指定 - 刀銘 於東武土州住左行秀造之（高知県香南市香我美町）
- 1969年8月8日指定 - 刀銘 嘉永五年二月日左行秀〔花押〕（高知県香南市夜須町）

## 逸話
- 酒は飲めず下戸で、高知城下の著名な饅頭屋へよく出入りしていた[8]。
- 谷干城は、左行秀が坂本龍馬、中岡慎太郎暗殺犯と内通していたのではないかと考察している[25]。

## 補註
1. 1 2  『明治維新人名辞典』
2. 1 2 3 4  『左行秀と固山宗次その一類』片岡銀作著、大風印刷、2000年
3. ↑  五佐衛門は又左衛門の誤読とも。伊藤又左衛門は星丸の刀工。
4. ↑  異説「伊藤又兵衛盛重の嫡子」とも。
5. ↑  豊永氏、本貫は肥前国松浦郡豊永庄
6. 1 2 3 4 5 6 7 8 9 10 11  『左行秀の新研究』橋田庫欣著(所収『刀剣美術』第118-123号)、日本美術刀剣保存協会、1966年11月-1967年3月
7. ↑  水心子正秀の門弟
8. 1 2  「行秀は筑前の鍛工にして名手の聞へあるより、水通丁三丁目の鍛冶七兵衛(関田勝廣)と云へるもの之を請し、己が家に住ましめ其術を学ばせ居しが、後藩に挙げられ士籍となり、のち東武(江戸)沙村に住めり。其水通にありし頃(近藤)長次郎(家の)近隣なれば、日々彼の鍛場に遊び懇切なりし」(河田小龍著『藤陰略話』)より。
9. ↑  東京都江東区北砂1-2
10. ↑  『幕末維新(第5編)』山内家史料刊行委員会編纂、672頁
11. 1 2  『板垣退助君伝 第1巻』栗原亮一、宇田友猪著、自由新聞社、1893年
12. ↑  「筑前の刀鍛冶で我藩(土佐)に召抱へられて居る豊永久左衛門と云ふ者が江戸に居た。私(退助)は之と入懇にし、一寸義侠心があるらしく見受けたから之にも山田(平左衛門)等にも力を合す様頼み置いた」(『無形伯旧夢談』板垣退助談、田岡髪山筆録)
13. 1 2  “『板垣精神 : 明治維新百五十年・板垣退助先生薨去百回忌記念』”.  一般社団法人 板垣退助先生顕彰会 (2019年2月11日). 2021年7月5日閲覧。
14. ↑  『維新土佐勤王史』瑞山会編「乾(退助)が江戸築地藩邸の空舎に關東浪士を隠匿せしめたる事件にてありしなり。是れより先き、彼の乾(退助)が、浪士の跡始末(世話)を壮年血気の山田喜久馬、小笠原謙吉、別府彦九郎等に託して西上するや、浪士一人來り二人來り、漸く其頭数を加へしより、賄料に缼乏し、山田などは鍛冶橋藩邸の留守居役に就きて其の扶助を申し入れぬ。留守居役の宮井俊蔵は、江戸定府の佐幕派なれば乾と浪士の関係を睥睨し藩廰の命なき以上は扶助し難しと拒みしに山田等は無頓着にも土佐より來りし乾の書簡を示し、且つ宮井に迫りて曰く『乾は大監察(大目付)たり。何ぞ之を軽視するや』と。是に於て宮井は右の書簡を以て藩邸に抱への刀鍛冶・左行秀(豊永久左衛門)の土佐へ歸るに託し先づ之を京師藩邸出張重役・寺村左膳(佐幕派)へ密告せしむ。而して行秀の高知へ着するや、横田源作なる者、行秀より右の事實を聴収し、遂に佐幕派の耳に入れり。行秀、平生侠氣ありと称せられ、乾(退助)の江戸に在る時、亦、(退助は)行秀に實を告ぐ(水戸浪士隠匿を打ち明ける)。故に佐幕派は略(ほ)ぼ、その秘密(浪士隠匿と薩土討幕の密約)を知るを得て『乾こそは討幕を唱ふるのみならず、已に私に(独断で)同志の浪士輩を隠匿せしめたる』と(藩内佐幕派の)攻撃甚だ猛烈なりき」1218頁。
15. ↑  『土佐維新史料』書翰篇(1)
16. ↑   板垣退助『維新前後経歴談』(所収『維新史料編纂会講演速記録(1)』159頁、『板垣退助君戊辰戦略』他より。
17. ↑  『明治功臣録』明治功臣録刊行會編輯局、大正4年(1915年)
18. 1 2  『坂本龍馬全集』
19. 1 2  『陸援隊始末記』平尾道雄著
20. ↑  「大禮服竝ニ軍人警察官吏等制服著用ノ外帶刀禁止の太政官布告」
21. ↑  左行秀の墓石は、境内入口より見て左奥にの墓地内で、墓地入口より前進すると、下に向かう階段の手前左横に所在。行秀と妻・寿満(すま)、次男・末秀と一緒に葬られている。
22. ↑  『板垣退助君戊辰戦略』（附編『左行秀の裏切り』）
23. ↑   『飛騰』高知県立坂本龍馬記念館だより第62号(2007年7月)
24. ↑  甲藤馬太郎の子孫に伝わる
25. ↑  『坂本龍馬・中岡慎太郎両先生暗殺事件について』谷干城談(明治39年龍馬追弔会に於いて)この講演の中で、谷は前段「当時の土佐の景況についてひととおりお話を申し上げておきたい」として、土佐藩の内情の説明。藩論が統一されておらず、佐幕保守党、佐幕開国党、尊王攘夷党の三つ巴に派閥が分かれており、その中で上士と下士を調和させ、開国党と攘夷党を融和させたのが龍馬と慎太郎の両人である」とし「両人が一時に殺害に遭ふたは、土佐藩はもとより天下の不幸である」と語っている。さらに慶応3年9月以降の左行秀の不審な行動(水戸浪士隠匿の密告など)を取り上げ、行秀が龍馬暗殺犯と内通していたのではないかと考察している。（『陸援隊始末記』平尾道雄著）

## ゆかりの地
- 左行秀鍛錬場跡 - 東京都江東区北砂1-2地先